# Platyobria adustalata
Platyobria adustalata är en insektsart som beskrevs av Taylor 1987. Platyobria adustalata ingår i släktet Platyobria och familjen rundbladloppor. Inga underarter finns listade i Catalogue of Life.